# Резанцев Андрій Борисович
Андрій Борисович Резанцев (нар. 15 жовтня 1965, Торез, Донецька область, УРСР) — радянський, російський та узбецький футболіст, захисник.

## Життєпис
Вихованець спортінтернат міста Ворошиловград.
Відомий за виступами за клуб вищої ліги Росії «Крила Рад» Самара (1994-1998). Завершив свою кар'єру гравця в 2000 році в клубі «Лада» Тольятті виступав у першому дивізіоні Росії. Велика частина ігрової кар'єри Резанцева пов'язана з тренером Олександром Авер'яновим, під керівництвом якого футболіст виступав у складах 5 різних команд.
Всього у вищій лізі чемпіонату Росії зіграв 150 матчів, відзначився 2 голами.
У 1998 році запрошений для виступу за національну збірну Узбекистану, в складі якої зіграв 7 матчів, у тому числі 5 на XIII Азійських іграх.
Працював у структурі самарського клубу «Юніт».

## Досягнення
- Вища ліга Узбекистану
  -  Чемпіон (1): 1992

- Заслужений ветеран ФК «Крила Рад» (Самара): 2009